# Костадин Левенов
Костадин Иванов Левенов е български партизанин, деец на Българската комунистическа партия (БКП).

## Биография
Роден е на 25 май 1912 година в в неврокопското село Каракьой, тогава в Османската империя. Баща му Иван Левенов е деец на ВМОРО. В 1925 година семейството му се изселва в Свободна България и се установява в Разлог. Левенов отбива военната си служба в Седма пехотна рилска дивизия, където служи заедно с комунистическия деец Никола Парапунов. Става член на Работническия младежки съюз (РМС). При провал в 1933 година е арестуван, осъден на една година затвор и лежи в Неврокопския затвор заедно с Парапунов. След освобождаването с в 1934 година, отново става активист на РМС. В 1936 година става член на БКП, а в 1938 година е избран за член на Градския комитет на партията в Разлог. В 1943 година е арестуван и изпратен в лагера „Кръстополе“, където остава една година. След освобождаването си отново се занимава с комунистическа дейност и заедно с жена си е ятак на комунистическите партизани. През май 1944 година е арестуван от жандармерията и след няколко дни на 29 май е убит в местността Бельов баир край Разлог.